# Crowdcube
Crowdcube è una piattaforma di investimenti crowdfunding britannica. È stata fondata da Darren Westlake e Luke Lang nel 2011.

## Modello
Il crowdfunding basato su equity è un nuovo modello di raccolta fondi per imprenditori. Gli investimenti individuali vengono raggruppat permettendo agli investitori di investire con sicurezza e direttamente non passando più attraverso business angel e banche
Il principio chiave del modello è che chiunque può investire denaro in un'attività in cambio di un ritorno di equity.
Gli imprenditori, con una impresa registrata nel Regno Unito, possono mostrare la loro attività e i loro potenziali investimenti a migliaia di potenziali micro-investitori caricando video, immagini e documentazione. L'investimento minimo è di 10 sterline.
Crowdcube opera con modello del "tutto o niente", quando viene raggiunto l'investimento preventivano l'impresa riceve i fondi, altrimenti viene restituito tutto agli investitori. Una commissione viene corrisposta in caso la raccolta campagna fondi sia avvenuta con successo.

## Campagne finanziate
Alcuni esempi di imprese che hanno raccolto fondi con Crowdcube:
| Impresa           | Quantità raccolta | Numero di investitori | Equity rilasciata | Data           |
| ----------------- | ----------------- | --------------------- | ----------------- | -------------- |
| Kar-go            | £321,720          | 281                   | 15.11%            | Luglio 2017    |
| Sundried          | £176,060          | 208                   | 12.11%            | Agosto 2016    |
| Sugru             | £3,547,410        | 2,997                 | 4.02%             | Luglio 2015    |
| Chilango          | £3,433,010        | 1,300                 | 8.72%             | Dicembre 2015  |
| Movem             | £200,000          | 116                   | 20%               | Settembre 2016 |
| Pavegen           | £2,051,720        | 1798                  | 4.48%             | Luglio 2015    |
| Adzuna            | £2,149,355        | 552                   | 5.89%             | Giugno 2015    |
| JustPark          | £3,700,000        | 2,919                 | 15.61%            | Marzo 2015     |
| Cell Therapy      | £689,246          | 297                   | 1.07%             | Dicembre 2014  |
| easyProperty      | £1,420,680        | 396                   | 2.03%             | Settembre 2014 |
| Open Desk         | £310,010          | 171                   | 18.59%            | Giugno 2014    |
| LoveSpace         | £1,574,590        | 259                   | 28.17%            | Maggio 2014    |
| Crowdfunder       | £500,000          | 10%                   | 10%               | Aprile 2014    |
| Zero Carbon Foods | £659,480          | 454                   | 29.04%            | Marzo 2014     |
| Hab Housing       | £1,972,150        | 642                   | 26.29%            | Settembre 2014 |